# Konkurs Sopot Festival 2009
Sopot Festival 2009 – 46. edycja festiwalu muzycznego odbywającego się w sopockiej Operze Leśnej. Festiwal odbył się 22 i 23 sierpnia 2009 i był na żywo emitowany przez telewizję TVN oraz w internecie poprzez Onet.tv. Pierwszego dnia odbył się konkurs o Bursztynowego Słowika i Słowika Publiczności, drugiego polscy piosenkarze zaśpiewali utwory Czesława Niemena. Oba koncerty zostały poprowadzone przez Magdalenę Mołek, a drugiego dnia również przez Zbigniewa Wodeckiego.
W sobotę, w konkursie o Bursztynowego Słowika i Słowika Publiczności, w półfinale, wzięło udział pięciu polskich muzyków, którzy walczyli w przejście do finału; zwyciężyła Kasia Wilk. Zmierzyła się ona z wykonawcami zagranicznymi. Jury wybrało na zwycięzcę Gabriellę Cilmi, zaś widzowie oddali najwięcej głosów na Oceanę. Gościnnie pojawili się polscy zwycięzcy Słowików od 2005 roku: Doda, Stachursky, Feel i Pectus.
W niedzielę na deskach Opery Leśnej wystąpiło jedenastu polskich wykonawców, a każdy z nich wykonał jeden utwór Czesława Niemena. Znaleźli się wśród nich między innymi Kayah, Maryla Rodowicz i Zbigniew Wodecki. Pod koniec wszyscy wykonali wspólnie „Dziwny Jest Ten Świat”.

## Konkurs o Słowiki
22 sierpnia w sobotę odbył się konkurs o Bursztynowego Słowika i Słowika Publiczności. Koncert otworzyła Doda, która zaśpiewała „Znak pokoju”, zwycięzcę Słowika Publiczności na Sopot Festivalu 2005 z zespołem Virgin. Po jej wykonaniu rozpoczął się półfinał, w którym zaprezentowało się pięciu artystów polskich. Jury wyłoniła zwycięzcę – Kasię Wilk. Po tym odbył się występ Stachursky'ego, który wykonał „Z każdym Twym oddechem” (Słowik Publiczności na Sopot Festivalu 2006). Następnie zaprezentowało się sześciu wykonawców zagranicznych, a także reprezentantka Polski, Kasia Wilk. Po ich występie zaśpiewał Feel z „A gdy jest już ciemno” (zwycięzcę Bursztynowego Słowika i Słowika Publiczności w 2007) i Pectus z „To, co chciałbym Ci dać” (Słowik Publiczności w 2008). Oprócz tego zespół dostał Złotą Płytę za album Pectus, a Tomasz Szczepanik wręczył Słowika Publiczności. Powędrował on do Oceany, która zyskała 37 procent głosów. Następnie Piotr Metz i Wojciech Fułek wręczyli Bursztynowego Słowika Gabrielli Cilmi. Cały koncert poprowadziła Magdalena Mołek.

### Niezakwalifikowani artyści polscy
| Wykonawca     | Utwór                     | Miejsce    |
| ------------- | ------------------------- | ---------- |
| Sasha Strunin | „To nic, kiedy płyną łzy” | 6 miejsce  |
| Asia Si       | „Gdy Ciebie nie będzie”   | 7 miejsce  |
| Reni Jusis    | „A mogło być tak pięknie” | 8 miejsce  |
| LOV           | „Wiem”                    | 9 miejsce  |
| Jona Ardyn    | „Anything Goes”           | 10 miejsce |

### Etap krajowy
| L.p. | Wykonawca        | Utwór             | Miejsce | Punkty |
| ---- | ---------------- | ----------------- | ------- | ------ |
| 1    | Afromental       | „Radio Song”      | 4       | 8      |
| 2    | Bracia           | „Za szkłem”       | 3       | 16     |
| 3    | Marcin Czyżewski | „Some Part of Me” | 2       | 20     |
| 4    | Manchester       | „Tajemnica”       | 5       | 4      |
| 5    | Kasia Wilk       | „Do kiedy jestem” | 1       | 24     |

### Etap międzynarodowy
| L.p. | Państwo           | Język     | Wykonawca       | Utwór                      | Miejsce | Punkty |
| ---- | ----------------- | --------- | --------------- | -------------------------- | ------- | ------ |
| 1    | Czechy            | angielski | Verona          | „Do You Really Wanna Know” | 5       | 5      |
| 2    | Australia         | angielski | Gabriella Cilmi | „Sweet About Me”           | 1       | 47     |
| 3    | Stany Zjednoczone | angielski | Josef Hedinger  | „About Being Alone”        | 3       | 20     |
| 4    | Szwecja           | angielski | E.M.D.          | „Jennie Let Me Love You”   | 4       | 12     |
| 5    | Szwecja           | angielski | Ola             | „S.O.S.”                   | 6       | 3      |
| 6    | Niemcy            | angielski | Oceana          | „Cry Cry”                  | 1       | 47     |
| 7    | Polska            | polski    | Kasia Wilk      | „Do kiedy jestem”          | 2       | 36     |

| Legenda | Bursztynowy Słowik | Słowik Publiczności |

### Jury
- Piotr Metz – dyrektor Sopot Festivalu, redaktor naczelny magazynu Machina
- Robert Kozyra – prezes Radia Zet
- Wojciech Fułek – wiceprezydent miasta Sopot
- Ewa Bem – polska wokalistka
- Urszula Dudziak – znana na świecie polska wokalistka jazzowa

### Goście specjalni
- Doda – „Znak pokoju”
- Stachursky – „Z każdym Twym oddechem”
- Feel – „A gdy jest już ciemno”
- Pectus – „To, co chciałbym Ci dać”

## Koncert poświęcony Czesławowi Niemenowi
23 sierpnia w niedzielę, na deskach Opery Leśnej wystąpiło jedenastu polskich muzyków, którzy wykonali utwory Czesława Niemena, a pod koniec pojawili się wszyscy wykonując wspólnie jeden utwór Niemena, „Dziwny jest ten świat”. Był to już drugi koncert Sopot Festivalu poświęcony temu artyście – pierwszy miał miejsce w 2004 roku. Koncert poprowadzili Magdalena Mołek i Zbigniew Wodecki.

### Wykonawcy
- Kayah – „Pod papugami”
- Sebastian Karpiel-Bułecka – „Płonąca stodoła”
- Kasia Kowalska – „Sen o Warszawie”
- Piotr Cugowski – „Wspomnienie”
- Trebunie-Tutki – „Jolotschki”
- Maryla Rodowicz – „Kiedy się dziwić przestanę”
- Maria Peszek – „Ptaszek”
- Ewa Bem – „Sprzedaj mnie wiatrowi”
- Stanisław Soyka – „Nim przyjdzie wiosna”
- Gabriela Kulka – „Marionetki”
- wszyscy razem – „Dziwny jest ten świat”
- Zbigniew Wodecki – „Dobranoc”